# Ушинка (Белинский район)
Ушинка — село в Белинском районе Пензенской области России. Входит в состав Поимского сельсовета.

## География
Село находится в юго-западной части Пензенской области, в пределах Приволжской возвышенности, к востоку от реки Вороны, на расстоянии примерно 16 километров (по прямой) к северо-западу от города Белинский, административного центра района. Абсолютная высота — 161 метр над уровнем моря.

## История
Основана в начале XX века, вероятно, переселенцами из села Ушинки, расположенного на территории современного Земетчинского района. По состоянию на 1911 год входила в состав Агаповской волости Чембарского уезда. Имелись одна община и 34 двора.
В 1939 году центр сельсовета Поимского района. В 1955 году являлась частью Ушинского сельсовета Поимского района с центром в селе Топориха. Действовал колхоз имени Сталина.

## Население
| 1911 | 1926 | 1939 | 1959 | 1979 | 1989 | 1996 |
| ---- | ---- | ---- | ---- | ---- | ---- | ---- |
| 194  | ↗257 | ↗287 | ↘197 | ↘142 | ↘100 | ↗107 |
| 2002 | 2010 |      |      |      |      |      |
| ↘68  | ↘39  |      |      |      |      |      |

Половой состав
По данным Всероссийской переписи населения 2010 года в гендерной структуре населения мужчины составляли 53,8 %, женщины — соответственно 46,2 %.
Национальный состав
Согласно результатам переписи 2002 года, в национальной структуре населения русские составляли 97 % из 68 чел.